# Tour de Suisse
Tour de Suisse – wieloetapowy wyścig kolarski organizowany od 1933 r. w Szwajcarii. Od 2005 r. należy do najważniejszego cyklu wyścigów kolarskich na świecie – początkowo UCI ProTour, a następnie UCI World Tour.
Pierwsze edycja wyścigu dookoła Szwajcarii odbyła się w 1933 r. z okazji 50-lecia funkcjonowania krajowego związku sportowego zrzeszającego motocyklistów i kolarzy. Zwycięstwo Austriaka Maxa Bulli na trasie rywalizacji śledziło łącznie około pół miliona widzów. Tour de Suisse jest największym wyścigiem kolarskim odbywającym się w tym kraju, a liczbę widzów pojawiających się przy jego trasie szacuje się na ponad milion osób w jednej edycji. Wspólnie z Critérium du Dauphiné stanowi „rozgrzewkę” przed Tour de France, a późniejszy zwycięzca „Wielkiej Pętli” często w tym samym sezonie triumfuje w Critérium du Dauphiné bądź Tour de Suisse.
W latach 2005–2010 Tour de Suisse należał do cyklu UCI ProTour, a od 2011 r. jest częścią UCI World Tour.

## Zwycięzcy
Opracowano na podstawie:
| Rok  | Pierwsze             | Drugie                  | Trzecie                 |          |
| ---- | -------------------- | ----------------------- | ----------------------- | -------- |
| 1933 | Max Bulla            | Albert Büchi            | Gaspard Rinaldi         |          |
| 1934 | Ludwig Geyer         | Léon Level              | Francesco Camusso       |          |
| 1935 | Gaspard Rinaldi      | Léo Amberg              | Henri Garnier           |          |
| 1936 | Henri Garnier        | Gustaaf Deloor          | Léo Amberg              |          |
| 1937 | Karl Litschi         | Léo Amberg              | Walter Blattmann        |          |
| 1938 | Giovanni Valetti     | Arsène Mersch           | Severino Canavesi       |          |
| 1939 | Robert Zimmermann    | Max Bolliger            | Christophe Didier       |          |
| 1941 | Josef Wagner         | Werner Buchwalder       | Ferdi Kübler            |          |
| 1942 | Ferdi Kübler         | Willy Kern              | Fritz Stocker           |          |
| 1946 | Gino Bartali         | Josef Wagner            | Aldo Ronconi            |          |
| 1947 | Gino Bartali         | Giulio Bresci           | Stan Ockers             |          |
| 1948 | Ferdi Kübler         | Giulio Bresci           | Hans Sommer             |          |
| 1949 | Gottfried Weilenmann | Georges Aeschlimann     | Ernst Stettler          |          |
| 1950 | Hugo Koblet          | Jean Goldschmit         | Aldo Ronconi            |          |
| 1951 | Ferdi Kübler         | Hugo Koblet             | Alfredo Martini         |          |
| 1952 | Pasquale Fornara     | Ferdi Kübler            | Carlo Clerici           |          |
| 1953 | Hugo Koblet          | Fritz Schär             | Danilo Barozzi          |          |
| 1954 | Pasquale Fornara     | Agostino Coletto        | Giancarlo Astrua        |          |
| 1955 | Hugo Koblet          | Stan Ockers             | Carlo Clerici           |          |
| 1956 | Rolf Graf            | Fritz Schär             | Jef Planckaert          |          |
| 1957 | Pasquale Fornara     | Edgard Sorgeloos        | Attilio Moresi          |          |
| 1958 | Pasquale Fornara     | Hennes Junkermann       | Antonino Catalano       |          |
| 1959 | Hennes Junkermann    | Henri Anglade           | Federico Bahamontes     |          |
| 1960 | Alfred Rüegg         | Kurt Gimmi              | René Strehler           |          |
| 1961 | Attilio Moresi       | Hilaire Couvreur        | Alfred Rüegg            |          |
| 1962 | Hennes Junkermann    | Franco Balmamion        | Aldo Moser              |          |
| 1963 | Giuseppe Fezzardi    | Rolf Maurer             | Attilio Moresi          |          |
| 1964 | Rolf Maurer          | Franco Balmamion        | Italo Zilioli           |          |
| 1965 | Franco Bitossi       | Jos Huysmans            | Guido Marcello Mugnaini |          |
| 1966 | Ambrogio Portalupi   | Carlo Chiappano         | Rudi Zollinger          |          |
| 1967 | Gianni Motta         | Rolf Maurer             | Luis Pedro Santamarina  |          |
| 1968 | Louis Pfenninger     | Robert Hagmann          | Herman Van Springel     |          |
| 1969 | Vittorio Adorni      | Aurelio González Puente | Bernard Vifian          |          |
| 1970 | Roberto Poggiali     | Louis Pfenninger        | Primo Mori              |          |
| 1971 | Georges Pintens      | Louis Pfenninger        | Ugo Colombo             |          |
| 1972 | Louis Pfenninger     | Roger Pingeon           | Michele Dancelli        |          |
| 1973 | José Manuel Fuente   | Donato Giuliani         | Wladimiro Panizza       |          |
| 1974 | Eddy Merckx          | Gösta Pettersson        | Louis Pfenninger        |          |
| 1975 | Roger De Vlaeminck   | Eddy Merckx             | Louis Pfenninger        |          |
| 1976 | Hennie Kuiper        | Michel Pollentier       | José Pesarrodona        |          |
| 1977 | Michel Pollentier    | Lucien Van Impe         | Bert Pronk              |          |
| 1978 | Paul Wellens         | Ueli Sutter             | Josef Fuchs             |          |
| 1979 | Wilfried Wesemael    | Rudy Pevenage           | Leonardo Mazzantini     |          |
| 1980 | Mario Beccia         | Josef Fuchs             | Joop Zoetemelk          |          |
| 1981 | Beat Breu            | Josef Fuchs             | Leonardo Natale         |          |
| 1982 | Giuseppe Saronni     | Theo de Rooij           | Guido Van Calster       |          |
| 1983 | Sean Kelly           | Peter Winnen            | Jean-Marie Grezet       |          |
| 1984 | Urs Zimmermann       | Acácio da Silva         | Gerhard Zadrobilek      |          |
| 1985 | Phil Anderson        | Niki Rüttimann          | Guido Winterberg        |          |
| 1986 | Andrew Hampsten      | Robert Millar           | Greg LeMond             |          |
| 1987 | Andrew Hampsten      | Peter Winnen            | Fabio Parra             |          |
| 1988 | Helmut Wechselberger | Steve Bauer             | Acácio da Silva         |          |
| 1989 | Beat Breu            | Daniel Steiger          | Jörg Müller             |          |
| 1990 | Sean Kelly           | Robert Millar           | Andrew Hampsten         |          |
| 1991 | Luc Roosen           | Pascal Richard          | Andrew Hampsten         |          |
| 1992 | Giorgio Furlan       | Gianni Bugno            | Fabian Jeker            |          |
| 1993 | Marco Saligari       | Rolf Järmann            | Fernando Escartín       |          |
| 1994 | Pascal Richard       | Władimir Pulnikow       | Gianluca Pierobon       |          |
| 1995 | Pawieł Tonkow        | Alex Zülle              | Zenon Jaskuła           |          |
| 1996 | Peter Luttenberger   | Gianni Faresin          | Gianni Bugno            |          |
| 1997 | Christophe Agnolutto | Oscar Camenzind         | Jan Ullrich             |          |
| 1998 | Stefano Garzelli     | Beat Zberg              | Wladimir Belli          |          |
| 1999 | Francesco Casagrande | Laurent Jalabert        | Gilberto Simoni         |          |
| 2000 | Oscar Camenzind      | Dario Frigo             | Wladimir Belli          |          |
| 2001 | Lance Armstrong      | Gilberto Simoni         | Wladimir Belli          |          |
| 2002 | Alex Zülle           | Piotr Wadecki           | Nicolas Fritsch         |          |
| 2003 | Aleksandr Winokurow  | Giuseppe Guerini        | Óscar Pereiro Sio       |          |
| 2004 | Jan Ullrich          | Fabian Jeker            | Dario Cioni             |          |
| 2005 | Aitor González       | Michael Rogers          | Jan Ullrich             |          |
| 2006 | Jan Ullrich          | Koldo Gil               | Jörg Jaksche            |          |
| 2007 | Władimir Karpiec     | Kim Kirchen             | Stijn Devolder          |          |
| 2008 | Roman Kreuziger      | Andreas Klöden          | Igor Antón              |          |
| 2009 | Fabian Cancellara    | Tony Martin             | Roman Kreuziger         |          |
| 2010 | Fränk Schleck        | Lance Armstrong         | Jakob Fuglsang          |          |
| 2011 | Levi Leipheimer      | Damiano Cunego          | Steven Kruijswijk       |          |
| 2012 | Rui Costa            | Fränk Schleck           | Levi Leipheimer         |          |
| 2013 | Rui Costa            | Bauke Mollema           | Roman Kreuziger         |          |
| 2014 | Rui Costa            | Mathias Frank           | Bauke Mollema           |          |
| 2015 | Simon Špilak         | Geraint Thomas          | Tom Dumoulin            |          |
| 2016 | Miguel Ángel López   | Ion Izagirre            | Warren Barguil          |          |
| 2017 | Simon Špilak         | Damiano Caruso          | Steven Kruijswijk       |          |
| 2018 | Richie Porte         | Jakob Fuglsang          | Nairo Quintana          |          |
| 2019 | Egan Bernal          | Rohan Dennis            | Patrick Konrad          |          |
| 2020 | odwołany             | odwołany                | odwołany                | odwołany |
| 2021 | Richard Carapaz      | Rigoberto Urán          | Jakob Fuglsang          |          |
| 2022 | Geraint Thomas       | Sergio Higuita          | Jakob Fuglsang          |          |
| 2023 | Mattias Skjelmose    | Juan Ayuso              | Remco Evenepoel         |          |
| 2024 | Adam Yates           | João Almeida            | Mattias Skjelmose       |          |
| 2025 | João Almeida         | Kévin Vauquelin         | Oscar Onley             |          |

## Polacy w Tour de Suisse
W wyścigu sukcesy odnosili również polscy kolarze. W 1990 r. Zenon Jaskuła zajął 5. miejsce w klasyfikacji generalnej, a w 1993 r. ukończył Tour de Suisse na 14. pozycji, lecz wygrał etap (górską „czasówkę” z Solothurn na górę Balmberg) oraz klasyfikację punktową (sprinterską) wyścigu. W 1995 r. Jaskuła ponownie znalazł się w najlepszej „dziesiątce” wyścigu plasując się na 3. miejscu w klasyfikacji generalnej. W 2002 r. największy polski sukces w historii Tour de Suisse osiągnął Piotr Wadecki zajmując w całym wyścigu 2. miejsce (ustąpił tylko Zülle'mu). W 2003 r. w TdS wystartowała polska drużyna CCC-Polsat, a jej dwóch najlepszych zawodników zajęło miejsca w pierwszej „dziesiątce” (Czech Ondřej Sosenka – 9., a Tomasz Brożyna – 10.).